# 侯鉞
侯鉞（1504年—？），字義甫，號雁泉，山東承宣布政使司兗州府東平州東阿（今山東平陰縣）人，明朝政治人物、進士出身。

## 生平
戟髯電目，狀如神人。嘉靖十三年（1534年）甲午科山東鄉試第六十九名舉人。嘉靖二十年（1541年）中式辛丑科會試第二百七十一名，登第二甲第八十八名進士。请告，里居三年，赴京授工部主事，奉命修玄恩桥于涿州之南，擢本部郎中，出为山西屯田佥事，歷任山西阳和兵备副使，三月后，嘉靖三十一年（1552年）五月升任右僉都御史、大同巡撫，創火器之制，自為圖說，精妙出人，屢有戰功，三十三年六月大同总兵岳懋战死，九月被劾削籍，卒于家中。
侯鉞善畫人物像，曾圖畫其同榜進士三百餘人肖像，編为一册收藏，即使數十年後再見無不識者。曾經請告行走山中，被群盗掠为人質，侯鉞派隨從入城取贖金，自己与强盗周旋套話，將眾賊面貌熟記。被放回後，畫出强盗肖像給官府，按圖擒拿，無一免者。

## 家族
曾祖侯隨；祖父侯友德；父侯全，母宮氏。慈侍下。兄侯欽。弟侯镳。
长子侯之屏；次子侯之胄，號少泉，以武功由生员纳级，晋职金吾卫千户，历任民堡守备，京营左击将军，封上护军骠骑将军，中军督都府佥事。后因苗人谋反，出镇贵州，官至元戎。在贵阳围城之中，以身殉义。之胄娶于慎行姊，有子服采、亮采。